# Andrés Luna Vargas
Andrés Corcino Luna Vargas (Colán, 30 de noviembre de 1944) es un dirigente sindical agrario y político peruano. Fue senador por Izquierda Unida en el periodo 1985-1990 y dirigente de la Confederación Campesina del Perú. Fue también alcalde del distrito de Vichayal en 1966.

## Biografía
Nació en el distrito de Colán, ubicado en la provincia de Paita del departamento de Piura, el 30 de noviembre de 1944.
Desde su juventud se dedicó al sindicalismo, donde fue miembro y luego dirigió la Confederación Campesina del Perú (CCP) en Piura. Fue también asesor del Sindicato de Trabajadores EPS Grau de 2009 a 2010. Estudió en la Universidad Antonio Ruiz de Montoya la carrera de Diploma Ética y Política y también como técnico en cooperativa en un centro regional.

## Trayectoria política
Se inició en la política cuando en 1966 postula a la alcaldía del distrito de Vichayal por la Alianza Acción Popular - Democracia Cristiana y resultó elegido, ejerciendo el cargo hasta el Gobierno Revolucionario de las Fuerzas Armadas liderado por Juan Velasco Alvarado.
Luego se une a la Unidad Democrático Popular (UDP) y postuló a la Asamblea Constituyente de 1978 sin tener éxito y de igual manera en 1980 como candidato a la Cámara de Diputados.

### Senador de la República
Fue cofundador de la alianza Izquierda Unida liderada por el histórico Alfonso Barrantes y ejerció el cargo en la Comisión Campesina desde 1981 hasta 1990. En las elecciones de 1985 postuló al Senado y fue elegido, con 33,450 votos, para el periodo parlamentario 1985-1990.
Fue opositor al primer gobierno de Alan García e intentó ser reelegido en 1990 sin éxito. Junto con varios dirigentes sindicalistas manifestaron su oposición a la dictadura del expresidente Alberto Fujimori.
Postuló diversas veces al Congreso de la República, siendo en 1995 por Izquierda Unida, en 2001 por el partido Unión por el Perú y luego en 2011 por la alianza Gana Perú de Ollanta Humala, donde fue miembro del Partido Socialista.
Durante el gobierno humalista, Luna fue nombrado como jefe del gabinete de asesores del Ministerio de Agricultura en 2011. Se le cuestionó por sus supuestas posiciones radicales y por ser familiar lejano del entonces ministro, Luis Ginocchio.
En las elecciones parlamentarias extraordinarias del 2020, Luna regresó al ámbito político como miembro de Juntos por el Perú y postuló nuevamente al Congreso de la República por Piura, sin embargo, no resultó elegido.